# اقتصاد شیراز

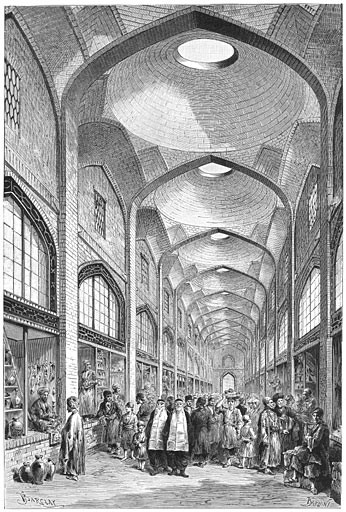
بازار وکیل در سال ۱۲۶۰ خورشیدی.

در طول تاریخ شیراز به واسطه مرکزیت نسبی‌اش در منطقه زاگرس جنوبی و واقع بودن در یک منطقه به نسبت حاصل‌خیز به محل طبیعی برای مبادلات محلی کالا میان کشاورزان و یکجانشینان و عشایری مانند قشقایی تبدیل گشته بود. همچنین این شهر در مسیر راه‌های تجاری داخل ایران به بنادر جنوب مانند بوشهر بوده‌است که این نقش با احداث شبکه راه‌آهن به بنادر دیگر ایران کمرنگ شده‌است. مرکزیت ادارای و نظامی این شهر نیز باعث رونق شهر در طول تاریخ بوده‌است. در دهه‌های اخیر این صنعت گردشگری به رونق این شهر افزوده‌است.
شهرک صنعتی بزرگ شیراز صنایع کوچک و بزرگ بسیاری را در خود جای داده‌است. شیراز جایگاه بودن کارخانجات الکترونیکی متعددی از جمله صنایع مخابراتی و الکترونیک ایران (صاایران)، زیمنس، ITMC و تکصا است. صنایع فناوری اطلاعات از بزرگ‌ترین صنایع این شهر به‌شمار می‌رود که با شهرهای بزرگی در زمینهٔ تبادل صنایع فناوری اطلاعات در جهان مانند مونیخ و برلین (در زمینهٔ کارخانجات زیمنس) در ارتباط است.
کشاورزی همواره بخش مهمی از اقتصاد شیراز و حومهٔ آن بوده‌است که دلیل آن فراوانی آب در این منطقه نسبت به بیابان‌های اطراف است. تولیدات کشاورزی این شهرستان عبارتند از: انگور، نارنج، خرمالو، ازگیل، شلیل، انار و گندم. این شهر در تولید فرش و گل نیز معروف است. از صنایع دستی این شهر می‌توان به خاتم کاری، معرق‌کاری، قالی‌بافی و منبت‌کاری اشاره کرد.
صنایع مهم شیراز شامل صنایع الکترونیک، پالایشگاه نفت، مجتمع پتروشیمی، کارخانهٔ سیمان، صنایع لاستیک‌سازی، صنایع لبنیات و صنایع نساجی است و در بخش انرژی نیروگاه گازی شیراز، نیروگاه حافظ، نیروگاه سیکل ترکیبی فارس و نیروگاه خورشیدی شیراز از جمله نیروگاه‌های مهم شیراز هستند.